# Liste der Baudenkmäler in Schrobenhausen
Auf dieser Seite sind die Baudenkmäler in der oberbayerischen Stadt Schrobenhausen zusammengestellt. Diese Tabelle ist eine Teilliste der Liste der Baudenkmäler in Bayern. Grundlage ist die Bayerische Denkmalliste, die auf Basis des Bayerischen Denkmalschutzgesetzes vom 1. Oktober 1973 erstmals erstellt wurde und seither durch das Bayerische Landesamt für Denkmalpflege geführt wird. Die folgenden Angaben ersetzen nicht die rechtsverbindliche Auskunft der Denkmalschutzbehörde.

## Ensembles

### Ensemble Altstadt Schrobenhausen

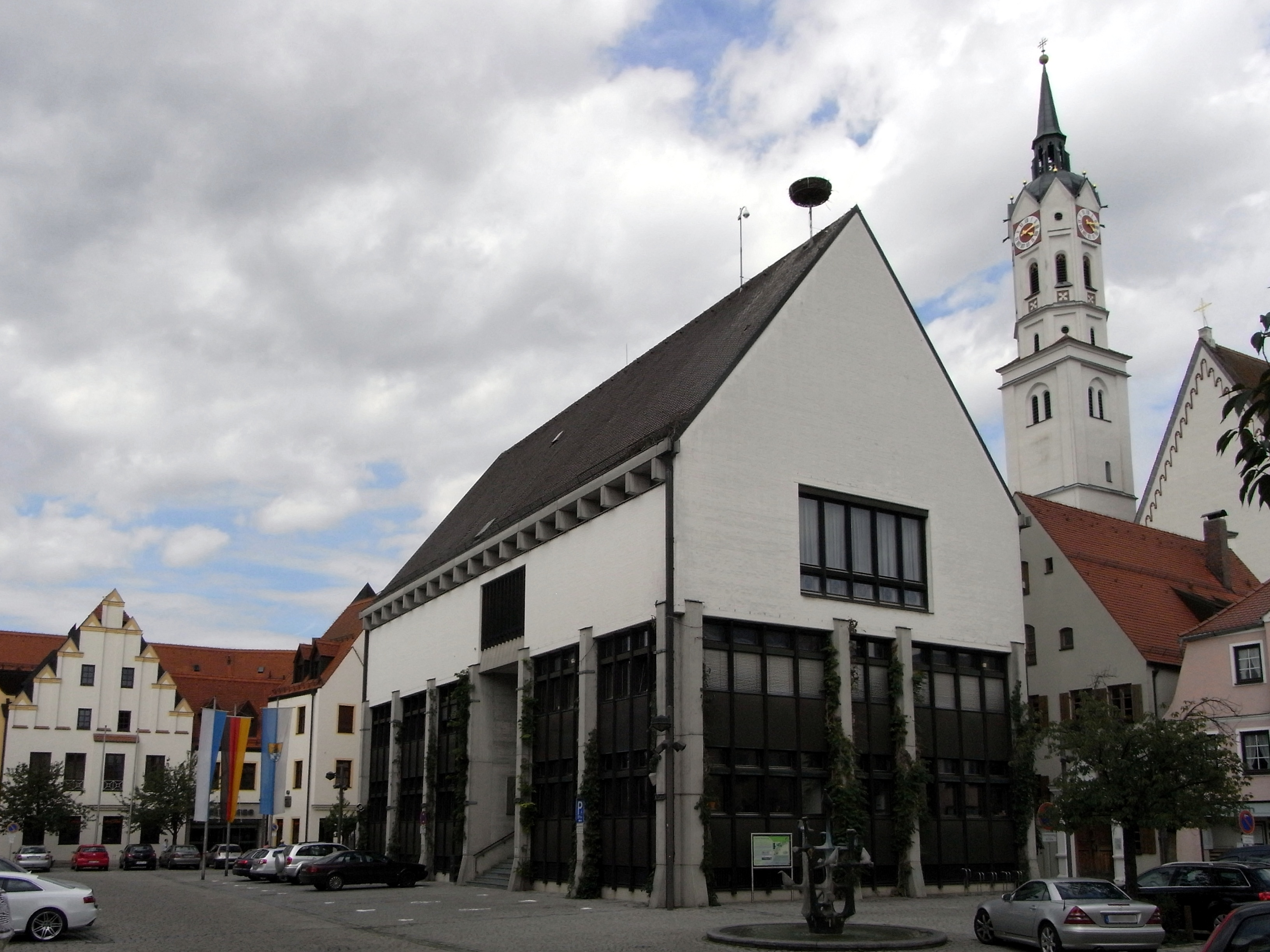

Schrobenhausen, ein zentraler Ort bereits im älteren bayerischen Stammesherzogtum, wird 1329 als mit Marktrechten ausgestattet genannt. Nach 1392, unter den Teilherzögen von Bayern-Ingolstadt, wurde der im Städtekrieg von 1388 zerstörte Ort wieder aufgebaut und zur ringförmigen Festung mit Mauern, Schalentürmen und doppeltem Graben ausgebaut. Das Rückgrat des 1447 zur Stadt erhobenen Marktes ist die breite von Nord nach Süd sich erstreckende Marktstraße (Lenbachstraße) zwischen den beiden ehemaligen Toren. Aktennummer: E-1-85-158-1.

## Stadtbefestigung
| Lage | Objekt           | Beschreibung | Akten-Nr.      | Bild           |
| --- | ---------------- | --- | -------------- | -------------- |
| Am Oberen Tor 10, In der Lachen 4, Ulrich-Peißer-Gasse 3, 19, 21, Tuchmachergasse 16, Lenbachstraße 43, Nähe Bürgermeister-Stocker-Ring, Stadtwall, Neugschwendnergasse 21, Alte Schulgasse 7 (Standort) | Stadtbefestigung | in Teilen erhaltener Befestigungsring aus der Zeit Kaiser Ludwigs des Bayern, mit Mauern, Schalentürmen, Wohntürmen und oktogonalen Türmen mit Spitzhelm und Graben, um 1414, zum Teil an der Stadtmauer Gartenhäuschen des 19. Jahrhunderts. | D-1-85-158-120 | weitere Bilder |
| Alte Schulgasse 7 (Standort) | Karpfenturm      | Turm mit Achteckaufsatz an der Stadtmauer, erste Hälfte 15. Jahrhundert; Gartenhäuschen auf der Stadtmauer, Mitte 19. Jahrhundert. | D-1-85-158-120 | weitere Bilder |
| Am Oberen Tor 10, In der Lachen 4, Ulrich-Peißer-Gasse 3, 19, 21, Tuchmachergasse 16, Lenbachstraße 43, Nähe Bürgermeister-Stocker-Ring, Stadtwall, Neugschwendnergasse 21, Alte Schulgasse 7 (Standort) | Stadtwall        | Im 19. Jahrhundert Bepflanzung von Graben und Wallbereich mit Alleen. | D-1-85-158-120 | weitere Bilder |

## Baudenkmäler nach Ortsteilen

### Schrobenhausen
| Lage                                           | Objekt                                                       | Beschreibung | Akten-Nr.         | Bild                                  |
| ---------------------------------------------- | ------------------------------------------------------------ | --- | ----------------- | ------------------------------------- |
| Aichacher Straße 2 (Standort)                  | Villa                                                        | malerischer neubarocker Bau mit Mansard-Walmdach, Turmerker und Querbau mit Schweifgiebel, von Albert Kirchmayer, um 1912/13. | D-1-85-158-121    | weitere Bilder                        |
| Aichacher Straße 4 (Standort)                  | Ehemalige Fabrikantenvilla                                   | sogenannte Villa Leinfelder, mehrteilige, asymmetrische Baugruppe in neubarocken und klassizisierenden Formen, von Gabriel von Seidl, 1903, nordöstlicher Erweiterungsbau nach Plänen der Gebrüder Rank, 1912/13; ehemaliges Ökonomiegebäude mit Kutschenremise, im Schweizerhaus-Stil, eingeschossiger Satteldachbau mit Quergiebel, Zierfachwerk und turmartigem Bau mit Mansardwalmdach, nach Plänen von Karl Jedelhauser, 1904; mit Gartenanlage. | D-1-85-158-3      | weitere Bilder                        |
| Alte Schulgasse 1 (Standort)                   | Wohn- und Geschäftshaus                                      | dreigeschossiger Giebelbau mit zweigeschossigem Flacherker, 17. Jahrhundert. | D-1-85-158-4      | weitere Bilder                        |
| Alte Schulgasse 2 (Standort)                   | Wohnhaus                                                     | ehemalige Pöllathsche Prägeanstalt, zweigeschossiger giebelständiger Satteldachbau, Tür-Oberlicht bezeichnet mit dem Jahr 1840, Inneres um 1910 neu ausgestattet, im Kern 17./18. Jahrhundert. | D-1-85-158-5      | weitere Bilder                        |
| Alte Schulgasse 9 (Standort)                   | Wohnhaus                                                     | kleiner eingeschossiger Satteldachbau an der Stadtmauer, 15./16. Jahrhundert. | D-1-85-158-8      | weitere Bilder                        |
| Am Hofgraben 3 (Standort)                      | Museum im Pflegschloss                                       | Ehemaliges Pflegschloß, jetzt „Museum im Pflegschloß“, zweigeschossiger Satteldachbau mit Putzgliederung, Dachwerk um 1525 (dendro.dat.), im 17./18. Jahrhundert sowie im frühen 20. Jahrhundert umgebaut; durch Zwischenbau angeschlossen ehemaliges Amtmann-Wohnhaus, barockisierender zweigeschossiger Walmdachbau, 1912. | D-1-85-158-10     | weitere Bilder                        |
| Augsburger Straße 1 (Standort)                 | Kirche St. Salvator                                          | Katholische Filialkirche St. Salvator, Saalkirche, 1437, Dachwerk über Langhaus um 1650, um 1760 barockisiert; mit Ausstattung. | D-1-85-158-2      | weitere Bilder                        |
| Augsburger Straße 2 (Standort)                 | Brauereigasthof Gritschen-Bräu                               | Gasthaus, zweigeschossiger, leicht konkav einschwingender Walmdachbau mit Erkern und Zwerchhaus, bezeichnet mit dem Jahr 1923; Brauereigebäude, dreigeschossiger Satteldachbau mit Quergiebeln und Rustizierungen, wohl gleichzeitig. | D-1-85-158-12     | weitere Bilder                        |
| Bahnhofstraße 13 (Standort)                    | Städtischer Friedhof und Friedhofskapelle                    | Friedhofskapelle, neugotische Saalkirche, um 1860/70; mit Ausstattung; Städt. Friedhof (seit 1805), auf dem Areal des Franziskanerklosters (1644–1802), mit Grabdenkmälern und Grabstätten des 18., 19. und 20. Jahrhunderts; – Friedhofsmauer, mit Epitaphien an der Friedhofsmauer. | D-1-85-158-13     | weitere Bilder                        |
| Bartengasse 4 (Standort)                       | Wohnhaus                                                     | zweigeschossiger Satteldachbau mit Schweifgiebel und Bodenerker, 17./18. Jahrhundert. | D-1-85-158-14     | BW                                    |
| Bräuhiasengasse 14 (Standort)                  | Ehemaliges Handwerkerhaus                                    | eingeschossiger giebelständiger Bau mit Steildach und zwei übereinander gesetzten flachen Kastenerkern, im Kern nach 1450, weitgehender Neubau um 1608/10, Erdgeschoßerker um 1700. | D-1-85-158-16     | weitere Bilder                        |
| Bürgermeister-Stocker-Ring (Standort)          | Kriegerdenkmal                                               | Rundbau mit Kegeldach, Steinportal und Fries, geschlämmter Backsteinbau, 1925. | D-1-85-158-18     | Kriegerdenkmal                        |
| Bürgermeister-Stocker-Ring 28 (Standort)       | Villa                                                        | sogenannte Manz-Villa, zweigeschossiger Walmdachbau mit Dachhaus und eingeschossigem pavillonartigem Anbau mit konkav einschwingendem Zeltdach, von Leopold Kalbitz, 1924/25. | D-1-85-158-122    | weitere Bilder                        |
| Bürgermeister-Stocker-Ring 38 (Standort)       | Villa                                                        | zweigeschossiger Giebelbau mit Runderker und Erdgeschoßloggien, von Albert Kirchmayer, 1911. | D-1-85-158-123    | weitere Bilder                        |
| Drei Linden (Standort)                         | Zwei Wappensteine                                            | 16./17. Jahrhundert. | D-1-85-158-79     | BW                                    |
| Drei Linden (Standort)                         | Wegkapelle                                                   | kleiner Satteldachbau mit eingezogenem Chor und Schweifgiebel, 18./19. Jahrhundert; mit Ausstattung. | D-1-85-158-78     | BW                                    |
| Hippergasse 3 (Standort)                       | Wohnhaus                                                     | eingeschossiger Mansardwalmdachbau, um 1800. | D-1-85-158-19     | Wohnhaus                              |
| Hippergasse 5 (Standort)                       | Wohnhaus                                                     | zweigeschossiger giebelseitiger Bau mit Halbwalm, im Kern 18. Jahrhundert. | D-1-85-158-20     | Wohnhaus                              |
| Hippergasse 7 (Standort)                       | Wohnhaus                                                     | eingeschossiger Giebelbau mit Steildach, im Kern 18. Jahrhundert. | D-1-85-158-21     | Wohnhaus                              |
| Im Tal 5 (Standort)                            | Ehemaliger Brauereigasthof Zacherbräu                        | zweigeschossiger Giebelbau mit Bodenerker, 18. Jahrhundert (?), im 19. Jahrhundert ausgebaut, Haustafel bezeichnet mit dem Jahr 1833; ehemaliges Brauereigebäude mit Sudhaus, zweigeschossiger abgewalmter Bau, östlich mit Steildach, nach 1813. | D-1-85-158-22     | Ehemaliger Brauereigasthof Zacherbräu |
| Im Tal 10 (Standort)                           | Stadtpfarrkirche St. Jakob                                   | Katholische Stadtpfarrkirche St. Jakob, dreischiffige Hallenkirche mit Chorumgang, verputzter Backsteinbau, erbaut 1450 bis um 1480, Turmerhöhung 1617–24; mit Ausstattung. | D-1-85-158-1      | weitere Bilder                        |
| In der Lachen 1 (Standort)                     | Ehemaliges Handwerkerhaus                                    | sogenanntes Zeiselmairhaus, eingeschossiger Steildachbau mit Putzgliederung, in Holzbauweise 1478 erbaut. | D-1-85-158-25     | weitere Bilder                        |
| In der Lachen 5, 6 (Standort)                  | Doppelwohnhaus                                               | eingeschossiger Mansarddachbau mit Halbwalm, 18./19. Jahrhundert. | D-1-85-158-28     | weitere Bilder                        |
| Lenbachplatz 7 (Standort)                      | Wohn- und Geschäftshaus                                      | zweigeschossiger Mansardwalmdachbau mit Bodenerker, 18./19. Jahrhundert. | D-1-85-158-32     | Wohn- und Geschäftshaus               |
| Lenbachplatz 8 (Standort)                      | Wohn- und Geschäftshaus                                      | dreigeschossiger Eckbau mit horizontaler Gliederung und flachem Walmdach, 18./19. Jahrhundert. | D-1-85-158-33     | Wohn- und Geschäftshaus               |
| Lenbachplatz 10 (Standort)                     | Gasthof zur Post                                             | Fassade des Gasthofs zur Post, stattliche dreigeschossige Fassade mit Quergiebel, Erker und Balkon, in historisierenden Formen, 1904. | D-1-85-158-34     | weitere Bilder                        |
| Lenbachplatz 12 (Standort)                     | Wohn- und Geschäftshaus                                      | zweigeschossiger Eckbau mit Satteldach und polygonalem Eckerker, im Kern 17. Jahrhundert. | D-1-85-158-35     | Wohn- und Geschäftshaus               |
| Lenbachplatz 13, Lenbachstraße 23 a (Standort) | Wohn- und Geschäftshaus                                      | zweigeschossiger Satteldachbau mit Erker, abgeschrägter Südostecke und dreigeschossigem Treppengiebel, 16./17. Jahrhundert. | D-1-85-158-36     | Wohn- und Geschäftshaus               |
| Lenbachplatz 14 (Standort)                     | Wohn- und Geschäftshaus                                      | östlicher Teil zweigeschossig mit Treppengiebel, Dachwerk dendrochronologisch datiert auf nach 1530. | D-1-85-158-37     | Wohn- und Geschäftshaus               |
| Lenbachplatz 15 (Standort)                     | Wohnhaus                                                     | zweigeschossiger stattlicher Satteldachbau mit dreigeschossigem Treppengiebel, 15. Jahrhundert | D-1-85-158-38     | Wohnhaus                              |
| Lenbachplatz 16 (Standort)                     | Wohn- und Cafehaus                                           | dreigeschossiger Satteldachbau mit getrepptem Quergiebel, Ende 19. Jahrhundert, Umbau 1925. | D-1-85-158-39     | Wohn- und Cafehaus                    |
| Lenbachplatz 17 (Standort)                     | Ehemaliges Kaufhaus                                          | jetzt Apotheke, zweigeschossiger Walmdachbau mit Zwerchgiebel, Anfang 19. Jahrhundert. | D-1-85-158-40     | Ehemaliges Kaufhaus                   |
| Lenbachplatz 18 (Standort)                     | Rathaus                                                      | dreigeschossiges Gebäude mit steilem Satteldach, Stahlbetonskelettbau, geschlämmtes Ziegelmauerwerk im zweiten Obergeschoss und an den Giebeln, Aufglasung der unteren beiden Geschosse und Gliederung mit pfeilerartigen Vorlagen, von Peter Buddeberg, 1968/69. | D-1-85-158-147    | weitere Bilder                        |
| Lenbachstraße (Standort)                       | Stadtbrunnen                                                 | sogenannter Oberer Brunnen, zweite Hälfte 19. Jahrhundert; sogenannter Mittlerer Brunnen, zweite Hälfte 19. Jahrhundert; sogenannter Unterer Brunnen, zweite Hälfte 19. Jahrhundert. | D-1-85-158-77     | weitere Bilder                        |
| Lenbachstraße (Standort)                       | Stadteinfahrt                                                | anstelle der Brücke beim ehemaligen Oberen Stadttor, beiderseits durch schmiedeeisernes Geländer mit steinernen Sockeln und Ecksäulen eingefasst, um 1869/70 | D-1-85-158-142 64 | BW                                    |
| Lenbachstraße 2 (Standort)                     | Wohn- und Geschäftshaus                                      | freistehender zweigeschossiger Satteldachbau mit Putzornamentik, 1910/15. | D-1-85-158-41     | Wohn- und Geschäftshaus               |
| Lenbachstraße 5 (Standort)                     | Wohn- und Geschäftshaus                                      | sogenanntes Neugschwendner-Haus, zweigeschossiger Traufseitbau mit Satteldach sowie zwei Erkern mit Zwiebelhauben, im Kern spätes 17. Jahrhundert / Anfang 18. Jahrhundert, Fassade um 1960 erneuert. | D-1-85-158-42     | Wohn- und Geschäftshaus               |
| Lenbachstraße 12 (Standort)                    | Wohn- und Geschäftshaus                                      | zweigeschossiger Giebelbau, 18./19. Jahrhundert. | D-1-85-158-44     | Wohn- und Geschäftshaus               |
| Lenbachstraße 13 (Standort)                    | Apotheke                                                     | sogenannte Marienapotheke, zweigeschossiger Traufseitbau mit Bodenerker, erstes Viertel 19. Jahrhundert, im Kern wohl älter. | D-1-85-158-45     | weitere Bilder                        |
| Lenbachstraße 14 (Standort)                    | Wohn- und Geschäftshaus                                      | zweigeschossiger Giebelbau in Ecklage, 18./19. Jahrhundert. | D-1-85-158-46     | Wohn- und Geschäftshaus               |
| Lenbachstraße 20 (Standort)                    | Wohn- und Geschäftshaus                                      | stattlicher dreigeschossiger Eckbau mit Treppengiebel, 19. Jahrhundert. | D-1-85-158-47     | Wohn- und Geschäftshaus               |
| Lenbachstraße 22 (Standort)                    | Ehemalige Schule                                             | jetzt Volkshochschule, dreigeschossiger Traufseitbau mit flachem Satteldach und Ziergiebel, bezeichnet mit dem Jahr 1822, oberstes Geschoss und Fassade 1890. | D-1-85-158-48     | weitere Bilder                        |
| Lenbachstraße 24 (Standort)                    | Wohn- und Geschäftshaus                                      | zweigeschossiger Giebelbau in Ecklage, 18. Jahrhundert. | D-1-85-158-49     | Wohn- und Geschäftshaus               |
| Lenbachstraße 25 (Standort)                    | Wohn- und Geschäftshaus                                      | zweigeschossiger Giebelbau mit Bodenerker, im Kern wohl 16. Jahrhundert. | D-1-85-158-50     | Wohn- und Geschäftshaus               |
| Lenbachstraße 30 (Standort)                    | Filialkirche Unsere Liebe Frau                               | Katholische Filialkirche Unsere Liebe Frau, rechteckiger flachgedeckter Saalraum mit in die Ostseite eingestelltem Turm, 1409–17, Umbauten 1572, 1713, 1879–85; mit Ausstattung. | D-1-85-158-51     | weitere Bilder                        |
| Lenbachstraße 32 (Standort)                    | Ehemaliges Englisches Institut                               | zweigeschossiger Eckbau mit Walmdach und Erdgeschoßrustizierung, erste Hälfte 19. Jahrhundert; zugehörig Festsaalbau der Maria-Ward-Realschule, neubarocker Bau mit Gliederungen und Volutengiebel, 1895; an der Bartengasse. | D-1-85-158-52     | weitere Bilder                        |
| Lenbachstraße 36 (Standort)                    | Wohn- und Geschäftshaus                                      | zweigeschossiger Giebelbau mit Kastenerker und Gurtgesimsen, erste Hälfte 18. Jahrhundert, Umgestaltung 19. Jahrhundert. | D-1-85-158-54     | Wohn- und Geschäftshaus               |
| Lenbachstraße 41 (Standort)                    | Wohn- und Geschäftshaus                                      | Satteldachbau mit profiliertem Giebel und Traufgesims, erste Hälfte 19. Jahrhundert. | D-1-85-158-55     | Wohn- und Geschäftshaus               |
| Lenbachstraße 44 (Standort)                    | Wohn- und Geschäftshaus                                      | stattlicher dreigeschossiger neubarocker Bau mit Putzgliederung, Balkon und Volutengiebel, um 1910. | D-1-85-158-56     | Wohn- und Geschäftshaus               |
| Lenbachstraße 50 (Standort)                    | Wohn- und Geschäftshaus                                      | dreigeschossiger barockisierender Traufseitbau mit Erker und breitem Zwerchgiebel, wohl von Albert Kirchmayer, um 1910. | D-1-85-158-57     | Wohn- und Geschäftshaus               |
| Martin-Luther-Platz 1 (Standort)               | Evang.-Luth. Pfarrkirche                                     | Christuskirche, Saalkirche mit seitlichem Turm, 1934; mit Ausstattung. | D-1-85-158-61     | Evang.-Luth. Pfarrkirche              |
| Metzgergasse 3 (Standort)                      | Wohn- und Geschäftshaus                                      | zweigeschossiger Eckbau mit Satteldach, Schweifgiebel und Bodenerker, 17./18. Jahrhundert. | D-1-85-158-62     | Wohn- und Geschäftshaus               |
| Pfaffenhofener Straße 5 (Standort)             | Sogenannter Lindenkeller, vormals Zacherkeller               | großer ziegelgemauerter Keller mit hohem Tonnengewölbe, um 1860/70 angelegt, Ende 19. Jahrhundert nach Nordosten erweitert; Kellerhaus, eingeschossiger Satteldachbau, wohl Ende 19. Jahrhundert, zur Gaststätte ausgebaut 1952. nicht nachqualifiziert, im Bayerischen Denkmal-Atlas nicht kartiert | D-1-85-158-141    | BW                                    |
| Pfarrgasse 2 (Standort)                        | Pfarrhaus                                                    | stattlicher zweigeschossiger Eckbau mit Schweifgiebel und gerahmtem Portal, 1716. | D-1-85-158-64     | weitere Bilder                        |
| Rot-Kreuz-Straße (Standort)                    | Kapelle im ehemaligen Klostergarten des Englischen Instituts | ehemals dem Hl. Michael geweiht, halbrund geschlossener, neubarocker Bau mit Schweifgiebel und Stuckverzierung, gestiftet von dem Fabrikanten Michael Leinfelder, um 1900, von H. Buchert | D-1-85-158-144    | BW                                    |
| Spitalgasse 8 (Standort)                       | Wohnhaus                                                     | zweigeschossiger Satteldachbau mit Bodenerker, 16. Jahrhundert. | D-1-85-158-65     | weitere Bilder                        |
| Spitalgasse 10 (Standort)                      | Wohnhaus und Gaststätte                                      | zweigeschossiger Walmdachbau, 18./19. Jahrhundert; mit durchbrochener Ziegelmauer, wohl 19. Jahrhundert. | D-1-85-158-66     | weitere Bilder                        |
| Ulrich-Peißer-Gasse 1 (Standort)               | Lenbachmuseum                                                | Wohnhaus, Geburtshaus Franz von Lenbachs (1836–1904), jetzt Lenbachmuseum, zweigeschossiger Walmdachbau, erbaut 1823–25; mit Ausstattung. | D-1-85-158-69     | weitere Bilder                        |
| Ulrich-Peißer-Gasse 16 (Standort)              | Wohnhaus                                                     | eingeschossiger giebelständiger Satteldachbau, 18. /19. Jahrhundert. | D-1-85-158-72     | weitere Bilder                        |
| Ulrich-Peißer-Gasse 17 (Standort)              | Ehemaliges Gefängnis                                         | dreigeschossiger Satteldachbau mit Stufengiebel, in Formen des Maximilianstils, 2. Hälfte 19. Jahrhundert, mit eingeschossigem Anbau, wohl gleichzeitig, unter Einbindung erhaltener Teile der Stadtbefestigung; spätmittelalterlicher polygonaler Befestigungsturm mit Zeltdach, ehemals auch Gefängnisturm, 2. Hälfte 15. Jahrhundert; siehe auch Stadtbefestigung                                                                                  | D-1-85-158-149    | Ehemaliges Gefängnis                  |
| Kalvarienberg (Geistberg) (Standort)           | Kalvarienberg                                                | 14 Kreuzwegstationen, mit farbigen Terrakottareliefs, wohl von Hugo Schüllin, 1929 (Station XIV. bezeichnet mit dem Jahr); Marienkapelle, kleiner Satteldachbau, 19. Jahrhundert. | D-1-85-158-80     | weitere Bilder                        |
| Kalvarienberg (Standort)                       | Marienkapelle                                                | 19. Jahrhundert | D-1-85-158-81     | weitere Bilder                        |

### Edelshausen
| Lage                              | Objekt                                | Beschreibung | Akten-Nr.      | Bild |
| --------------------------------- | ------------------------------------- | --- | -------------- | ---- |
| Arnbachstraße 16 (Standort)       | Wegkapelle                            | kleiner Satteldachbau, Ende 19. Jahrhundert; mit Ausstattung. | D-1-85-158-84  | BW   |
| In der Scherau 11 (Standort)      | Feldkapelle                           | quadratischer Zeltdachbau, Anfang 20. Jahrhundert; 750 m südlich der Kirche. | D-1-85-158-87  | BW   |
| Michael-Lang-Straße 2 (Standort)  | Katholische Pfarrkirche St. Mauritius | Saalkirche, zweite Hälfte 15. Jahrhundert, Umgestaltung 18. Jahrhundert, 1931 erweitert; mit Ausstattung. | D-1-85-158-82  | BW   |
| Michael-Lang-Straße 4 (Standort)  | Ehemaliger Pfarrhof                   | zweigeschossiger Satteldachbau mit Schweifgiebel, an die Kirche angebaut, im Kern 18. Jahrhundert; kleiner Pfarrstadel, mit Halbwalmdach, wohl gleichzeitig.                                                               | D-1-85-158-85  | BW   |
| St.-Mauritius-Straße (Standort)   | Kapelle                               | kleiner Rundbau, schindelgedecktes Kegeldach mit geschwungenem bogenförmigem Vordach über dem Eingang, in Formen des Heimatstils, um 1930                                                                                  | D-1-85-158-152 | BW   |
| St.-Mauritius-Straße 4 (Standort) | Gutshof                               | zweigeschossiger Walmdachbau, Ende 18. Jahrhundert; an der Nordseite Rotmarmortafel mit Bauinschrift, 1550–1562; nördlich, südlich und westlich Ökonomiebauten, eingeschossige Satteldachbauten, wohl 18./19. Jahrhundert. | D-1-85-158-86  | BW   |

### Gollingkreut
| Lage                      | Objekt                | Beschreibung                                                                            | Akten-Nr.     | Bild |
| ------------------------- | --------------------- | --------------------------------------------------------------------------------------- | ------------- | ---- |
| Gollingkreut 6 (Standort) | Ehemaliges Bauernhaus | eingeschossiger Satteldachbau, Giebel mit Schwalbenschwanzzinnen, Ende 18. Jahrhundert. | D-1-85-158-88 | BW   |

### Halsbach
| Lage                      | Objekt                                                  | Beschreibung | Akten-Nr.     | Bild |
| ------------------------- | ------------------------------------------------------- | --- | ------------- | ---- |
| Ellerstraße 11 (Standort) | Katholische Filialkirche „Zu den heiligen Schutzengeln“ | Walmdachbau mit Dachreiter, Saalkirche, erbaut 1826; mit barocker Ausstattung; mit ehemaligem Benefiziatenhaus, an die Kirche angebauter zweigeschossiger Walmdachbau, wohl 1821. | D-1-85-158-89 | BW   |

### Högenau
| Lage               | Objekt  | Beschreibung                                                                                | Akten-Nr.     | Bild |
| ------------------ | ------- | ------------------------------------------------------------------------------------------- | ------------- | ---- |
| Högenau (Standort) | Kapelle | stattlicher neugotischer Bau mit Dachreiter, bezeichnet mit dem Jahr 1871; mit Ausstattung. | D-1-85-158-90 | BW   |

### Hörzhausen
| Lage                           | Objekt                             | Beschreibung | Akten-Nr.     | Bild |
| ------------------------------ | ---------------------------------- | --- | ------------- | ---- |
| Halsbacher Straße 8 (Standort) | Wegkapelle                         | kleiner Satteldachbau mit Lourdesgrotte, Ende 19. Jahrhundert; bei Haus Nr. 8.                                                                | D-1-85-158-96 | BW   |
| Obermühlstraße 12 (Standort)   | Pfarrhof                           | zweigeschossiger giebelständiger Satteldachbau, im Kern 18. Jahrhundert; ehemaliger Pfarrstadel, wohl Mitte 19. Jahrhundert, modern erneuert. | D-1-85-158-94 | BW   |
| Obermühlstraße 14 (Standort)   | Katholische Pfarrkirche St. Martin | Saalkirche, Chor 15. Jahrhundert, Langhaus 1875; mit Ausstattung.                                                                             | D-1-85-158-91 | BW   |

### Königslachen
| Lage                                                                       | Objekt                                | Beschreibung                                                                                                 | Akten-Nr.     | Bild |
| -------------------------------------------------------------------------- | ------------------------------------- | --- | ------------- | --- |
| Königslachen 22 (Standort)                                                 | Katholische Filialkirche St. Bernhard | kleine Saalkirche mit Dachreiter, 14. Jahrhundert, Umgestaltung 17. Jahrhundert, Turm 1884; mit Ausstattung. | D-1-85-158-97 | BW |
| Edelshausener Breite (an der Straße Edelshausen-Schrobenhausen) (Standort) | Wegkapelle                            | kleiner Satteldachbau, wohl 19. Jahrhundert                                                                  | D-1-85-158-98 | [[Vorlage:Bilderwunsch/code!/C:48.589585,11.278458!/D:Edelshausener Breite (an der Straße Edelshausen-Schrobenhausen), Wegkapelle!/\|BW]] |

### Linden
| Lage                                                         | Objekt                 | Beschreibung                             | Akten-Nr.     | Bild |
| ------------------------------------------------------------ | ---------------------- | ---------------------------------------- | ------------- | --- |
| Sommerfeldstraße (an der Straße nach Langenmosen) (Standort) | Skulptur Hl. Sebastian | 19. Jahrhundert, in moderner Wegkapelle. | D-1-85-158-99 | [[Vorlage:Bilderwunsch/code!/C:48.60613491,11.25422716!/D:Sommerfeldstraße (an der Straße nach Langenmosen), Skulptur Hl. Sebastian!/\|BW]] |

### Mantelberg
| Lage                    | Objekt     | Beschreibung                                                                                | Akten-Nr.      | Bild |
| ----------------------- | ---------- | ------------------------------------------------------------------------------------------- | -------------- | ---- |
| Mantelberg 1 (Standort) | Hofkapelle | kleiner Satteldachbau mit eingezogenem Chor, bezeichnet mit dem Jahr 1880; mit Ausstattung. | D-1-85-158-100 | BW   |

### Mühlried
| Lage                           | Objekt                              | Beschreibung | Akten-Nr.      | Bild           |
| ------------------------------ | ----------------------------------- | --- | -------------- | -------------- |
| St.-Ursula-Straße 2 (Standort) | Katholische Filialkirche St. Ursula | Saalkirche, geschlämmter Backsteinbau mit Rundbogenfries, 13./14. Jahrhundert, Umgestaltung und Turm 18. Jahrhundert; mit Ausstattung; alte Friedhofsmauer mit Strebepfeilern und Blendbögen, 17./18. Jahrhundert. | D-1-85-158-101 | weitere Bilder |

### Sandizell
| Lage                              | Objekt                   | Beschreibung | Akten-Nr.      | Bild           |
| --------------------------------- | ------------------------ | --- | -------------- | -------------- |
| Asamstraße 2 (Standort)           | Wieskapelle              | langer schmaler Satteldachbau mit Glockenständer, 1755. | D-1-85-158-104 | BW             |
| Asamstraße 13 (Standort)          | Wohnhaus einer Hofstelle | eingeschossiger Satteldachbau über hohem Sockelgeschoss, mit Kniestock, Zwerchhaus und reichen Putzgliederungen, in Formen des Heimatstils, mit Hausmadonna, Giebel mit Ladeluke, erbaut 1912 unter Einbezug des Vorgängerbaus | D-1-85-158-155 | BW             |
| Klingsmooser Straße 14 (Standort) | Wohnstallhaus            | eingeschossiger Satteldachbau mit Kniestock, Ziegelmauerwerk, Mitte 19. Jahrhundert unter Einbezug eines älteren Vorgängerbaus, um 1920/30 verändert | D-1-85-158-150 | BW             |
| Klingsmooser Straße 16 (Standort) | Ehemaliges Forsthaus     | zweigeschossiger Walmdachbau, nördlich angeschlossener zweigeschossiger Satteldachbau, bezeichnet mit dem Jahr 1850. | D-1-85-158-107 | BW             |
| St.-Peter-Straße 11 (Standort)    | Ehemaliges Schulhaus     | zweigeschossiger Satteldachbau mit Lisenenund Gesimsgliederung, erbaut 1887/88. | D-1-85-158-108 | BW             |
| St.-Peter-Straße 21 (Standort)    | Pfarrkirche St. Peter    | Katholische Pfarr- und ehemalige Hofmarkskirche St. Peter, oktogonaler Zentralbau, von Johann Baptist Gunetzrhainer, 1735–37, Turm von Leonhard Matthäus Gießl, 1756–59; mit Ausstattung. – Friedhofstor, barocke Portalanlage mit Dreiecksgiebel, am westlichen Mauerzug Grabdenkmäler der Grafen von und zu Sandizell. Tordurchgang zum Schlosspark und westliche Ummauerung siehe Schloßstraße 4. | D-1-85-158-102 | weitere Bilder |
| Schloßstraße 1 (Standort)         | Gasthof Gerstmeir        | zweigeschossiger Satteldachbau mit eingeschossigem Bodenerker, 19. Jahrhundert | D-1-85-158-109 | BW             |
| Schloßstraße 4, 4 a (Standort)    | Wasserschloss            | dreigeschossige Dreiflügelanlage mit breitgelagerter Fassade und übergiebeltem Mittelrisalit nach Süden und eingeschossigem Verbindungstrakt als nördliche Begrenzung des Innenhofs, nach Plänen von Johann Puchtler weitgehend neu erbaut 1749–55, unter Einbeziehung des Ostflügels des Vorgängerbaus, Ende 16. Jahrhundert (im Dreißigjährigen Krieg sonst zerstört); mit Ausstattung; zweigeschossige Schlosskapelle im Südflügel, 1756/57; mit Ausstattung. – Brücke, vierjochig, steinern, Mitte 18. Jahrhundert erbaut und 2002 erneuert. – Schlosspark, im englischen Stil um 1870/80 angelegt; darin sogenanntes Teehaus, zierlicher Holzbau in neugotischen Formen, um 1880; südöstlich angrenzend ehemaliger Obstgarten. – Ehemaliger Wirtschaftstrakt, langgestreckter Satteldachbau mit Kniestock und profiliertem Traufgesims, 18. und 19. Jahrhundert – Zufahrtsallee; Torturm, mit Durchfahrt, von Veit Haltmayr, 1763. – Schloßgartenmauer, nach Norden, Westen und Südosten, zum Teil unverputzt, mit Strebepfeilern bzw. Blendbögen über Pfeilervorlagen, im Teilstück beim Friedhof Tordurchgang zur Pfarrkirche, 17./18. Jahrhundert; an der Klingsmooser Straße, am Parkweg und südlich der Pfarrkirche bzw. an der St.-Peter-Straße. | D-1-85-158-103 | weitere Bilder |
| Schloßstraße 5 (Standort)         | Verwalterhaus            | Verwalterhaus des Gräflich Sandizell’schen Gutes, zweigeschossiger Walmdachbau, mit Wappentafel an der Nordseite und eingeschossigem Satteldachanbau im Süden, 18. Jahrhundert. | D-1-85-158-110 | BW             |

### Steingriff
| Lage                     | Objekt                                      | Beschreibung                                                                   | Akten-Nr.      | Bild |
| ------------------------ | ------------------------------------------- | ------------------------------------------------------------------------------ | -------------- | ---- |
| Kirchplatz 10 (Standort) | Katholische Filialkirche Hl. Dreifaltigkeit | ehemalige Schlosskirche, Saalkirche, 1566, um 1740 erweitert; mit Ausstattung. | D-1-85-158-113 | BW   |

### Weil
| Lage                  | Objekt                               | Beschreibung | Akten-Nr.      | Bild |
| --------------------- | ------------------------------------ | --- | -------------- | ---- |
| Gut Weil 1 (Standort) | Wohn- und Verwalterhaus des Gutshofs | stattlicher Walmdachbau mit Eckrustizierung und Rundbogeneingang, durch Inschriftentafel (an Nebengebäude) bezeichnet mit dem Jahr 1841, im Kern wohl älter. | D-1-85-158-117 | BW   |

## Abgegangene Baudenkmäler
In diesem Abschnitt sind Objekte aufgeführt, die früher einmal in der Denkmalliste eingetragen waren, jetzt aber nicht mehr existieren, z. B. weil sie abgebrochen wurden. Aktennummern in diesem Abschnitt sind ehemalige, jetzt nicht mehr gültige Aktennummern.

| Lage                                                            | Objekt                  | Beschreibung                                                                     | Akten-Nr.      | Bild |
| --------------------------------------------------------------- | ----------------------- | -------------------------------------------------------------------------------- | -------------- | ---- |
| Sandizell Asamstraße 24 (Standort)                              | Ehemaliges Bauernhaus   | eingeschossiger Satteldachbau mit Stüberlvorbau, erstes Drittel 19. Jahrhundert. | D-1-85-158-105 | BW   |
| Sandizell Grimolzhausener Straße 28, Schloßstraße 22 (Standort) | Ehemaliger Gasthof Post | stattlicher zweigeschossiger Satteldachbau, erste Hälfte 18. Jahrhundert.        | D-1-85-158-106 | BW   |